# Exakta

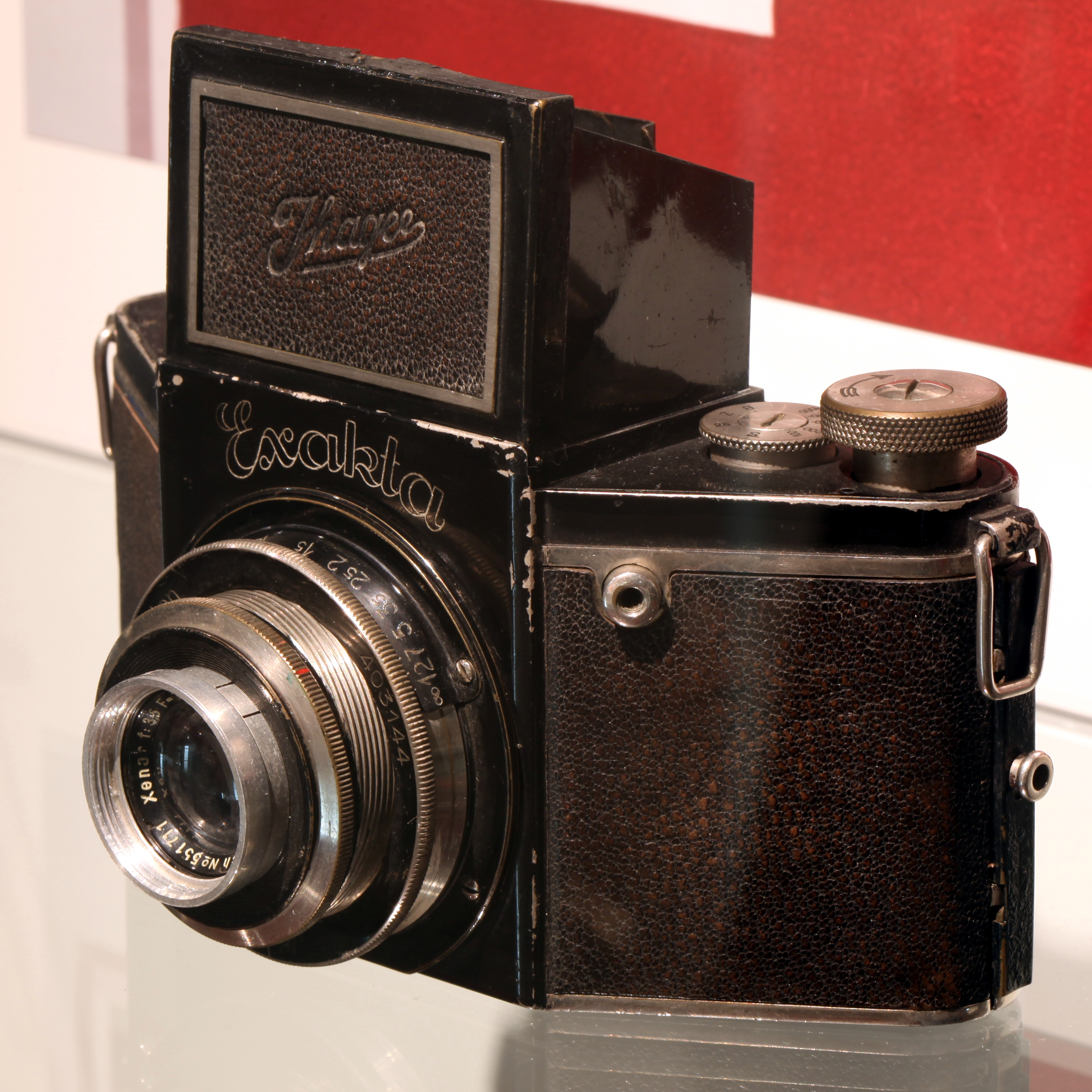
Exakta, 4x6,5 cm, lustrzanka na błonę zwojową, produkowana od 1933.

Exakta to marka jednoobiektywowych lustrzanek produkowanych przez niemiecką fabrykę Ihagee w Dreźnie, pierwszych aparatów tego typu wprowadzonych do seryjnej produkcji. Wczesne Exakty niekiedy były spotykana pod nazwą Exacta.

## Exakta  4×6.5
W 1933 powstała pierwsza, "miniaturowa" jak na owe czasy, lustrzanka na błonę zwojową o nazwie Exakta. Wykorzystano rzadko stosowaną w Europie, a często w USA, błonę o szerokości 46 mm (typ 127), zdjęcia miały format 4 × 6.5 cm. W USA jest ona znana jako Vest-Pocket Exakta, krótko VP Exakta. Nie był to pierwszy aparat lustrzany firmy Ihagee, ale pierwszy zminiaturyzowany.
Wyprodukowano kilka wersji, różniących się zakresem czasów otwarcia migawki i wyposażeniem w gniazdka synchronizacji lampy błyskowej. Spust migawki znajdował się po lewej stronie przedniej ścianki, co stało się charakterystyczne również i dla późniejszych aparatów Exakta.
Jako obiektywy standardowe stosowano Primotar  i Makro-Plasmat Meyera, Tessar Zeissa, Xenar Schneidera i Cassar Steinheila. Ich jasność wynosiła od f/2,8 do f/3,5, a ogniskowa 75 mm. Sprzedawano też wersje z obiektywami o wysokiej jasności: Xenon f/2 80 mm Schneidera, Primoplan f/1,9 80 mm Meyera i Biotar f/2 80 mm Zeissa.
Obiektywy były wymienne, mocowane na gwint, ukazały się obiektywy szerokokątne (Weitwinkel-Doppel-Anastigmat f/6,8 56 mm Meyera i Weitwinkel-Tessar f/8 55 mm Zeissa) oraz teleobiektywy (Zeiss Tele-Tessar i Meyer Tele-Megor o ogniskowych od 120 do 250 mm).
Exakta należała do aparatów drogich, w zależności od wersji i standardowego obiektywu cena wahała się od 120 do 600 marek (RM).

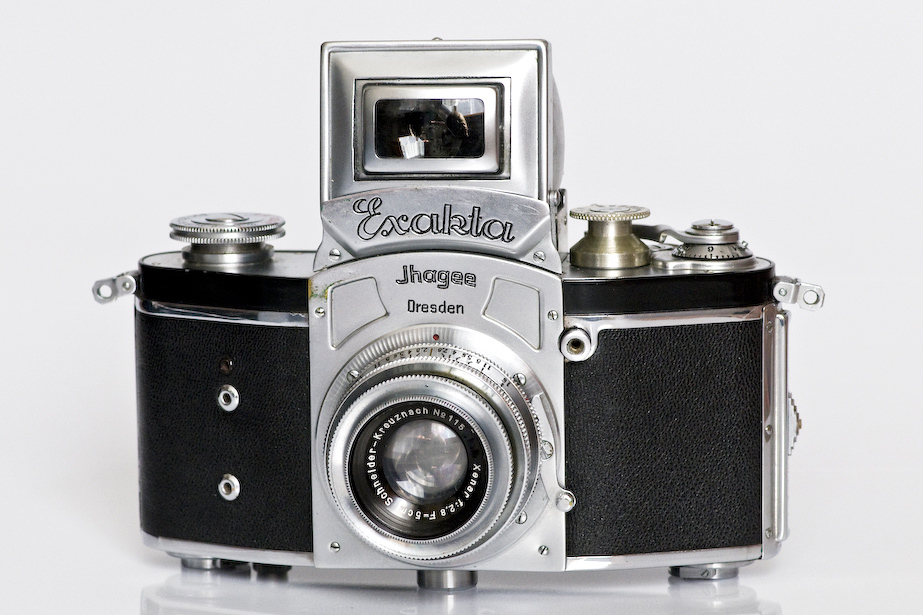
Małoobrazkowa lustrzanka Kine-Exakta z roku 1938.

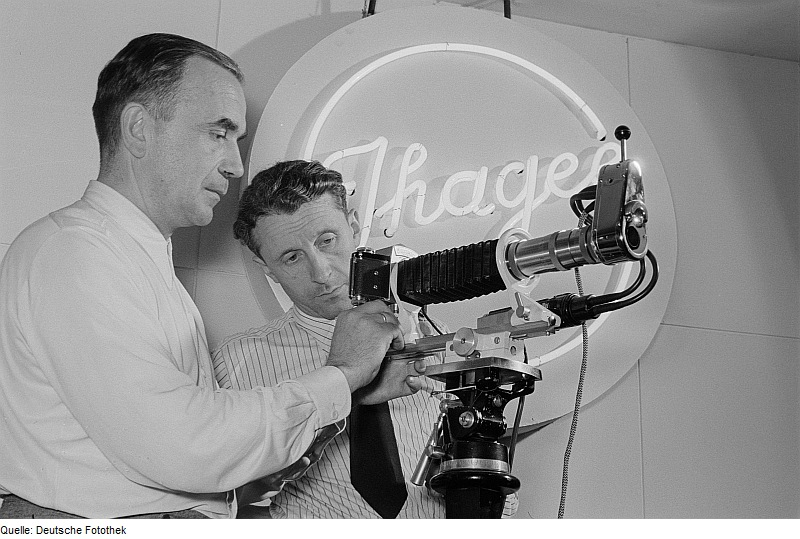
Demonstracja wyposażenia aparatu Exakta na Targach Lipskich w 1954.

## Kine-Exakta
W 1936 podjęto produkcję aparatu Kine-Exakta, pierwszej lustrzanki jednoobiektywowej wykonującej zdjęcia na kinematograficznej perforowanej taśmie filmowej o szerokości 35 mm. Co prawda w literaturze pojawiły się już informacje o radzieckiej lustrzance małoobrazkowej Sport, ale Exakta do produkcji weszła wcześniej i została w ten sposób pierwszą na świecie lustrzanką małoobrazkową.
Mocowanie obiektywu było bagnetowe, co umożliwiało bardzo szybką jego wymianę. Lustro opuszczało się automatycznie po naciągnięciu migawki i podnosiło przed jej otwarciem. Migawka szczelinowa o przebiegu poziomym, czasy 1/1000, 1/500, 1/250, 1/150, 1/100, 1/50, 1/25 sek., z dodatkowym pokrętłem długich czasów  1/5, 1/2, 1, 2, 3, 4, 5, 6, 7, 8, 9, 11 oraz 12 sek.
Pojawiły się również adaptery do mikroskopów, teleskopów i urządzeń medycznych, wyposażenie do makrofotografii i stereofotografii. Exakta stała się pierwszym (i na wiele lat wiodącym) aparatem systemowym. Zeiss wyprodukował nakładany na celownik matówkowy pryzmat, który umożliwiał celowanie aparatem z wysokości oka i kompensował odwracanie obrazu na matówce – protoplastę późniejszych celowników z pryzmatem pentagonalnym.
Po II wojnie światowej Kine-Exakta bez większych zmian konstrukcyjnych była budowana w latach 1948-1949 pod nazwą Exakta II.
Łącznie wyprodukowano około 92000 aparatów Kine-Exakta.

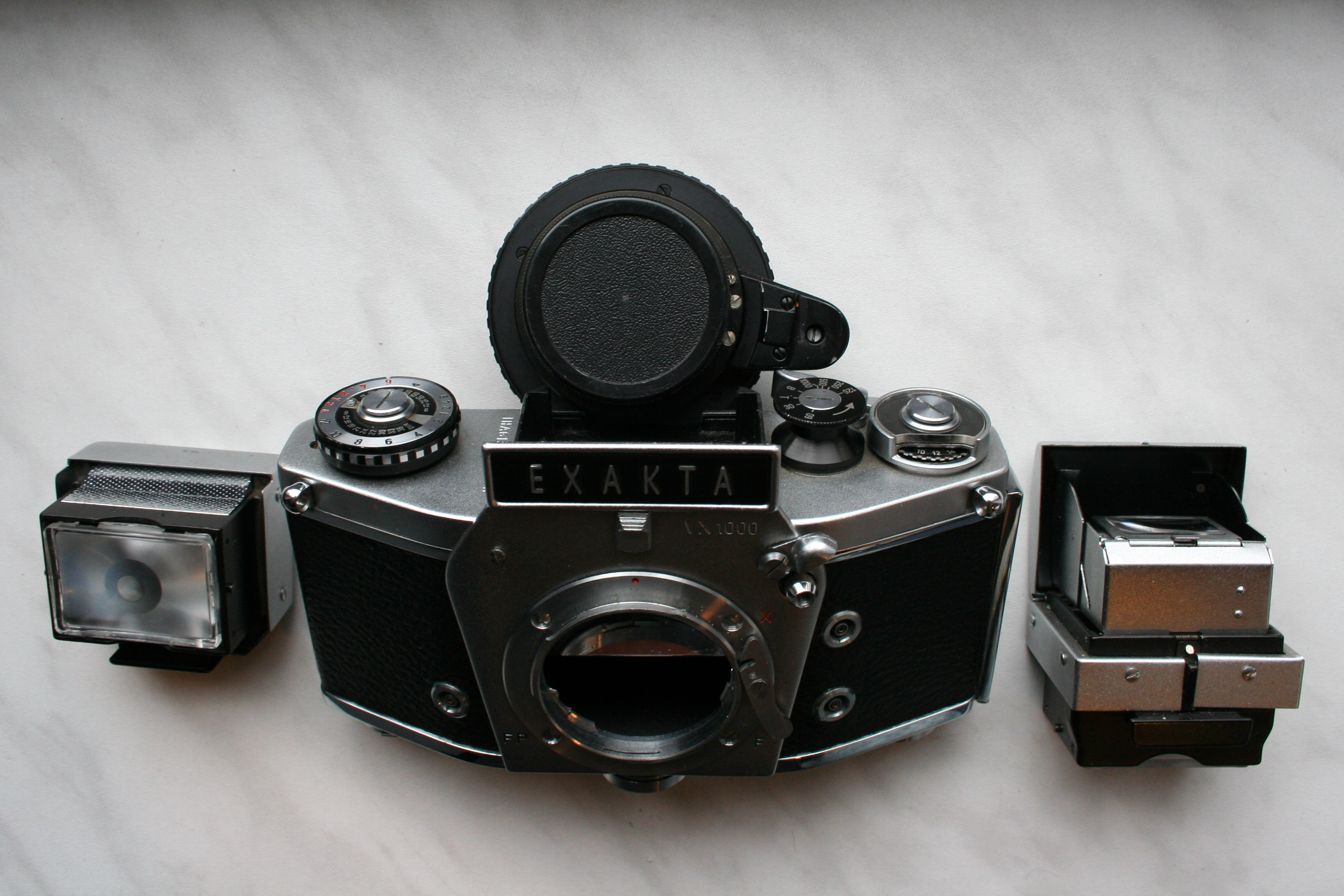
Exakta VX1000 z wymiennymi układami celowniczymi.

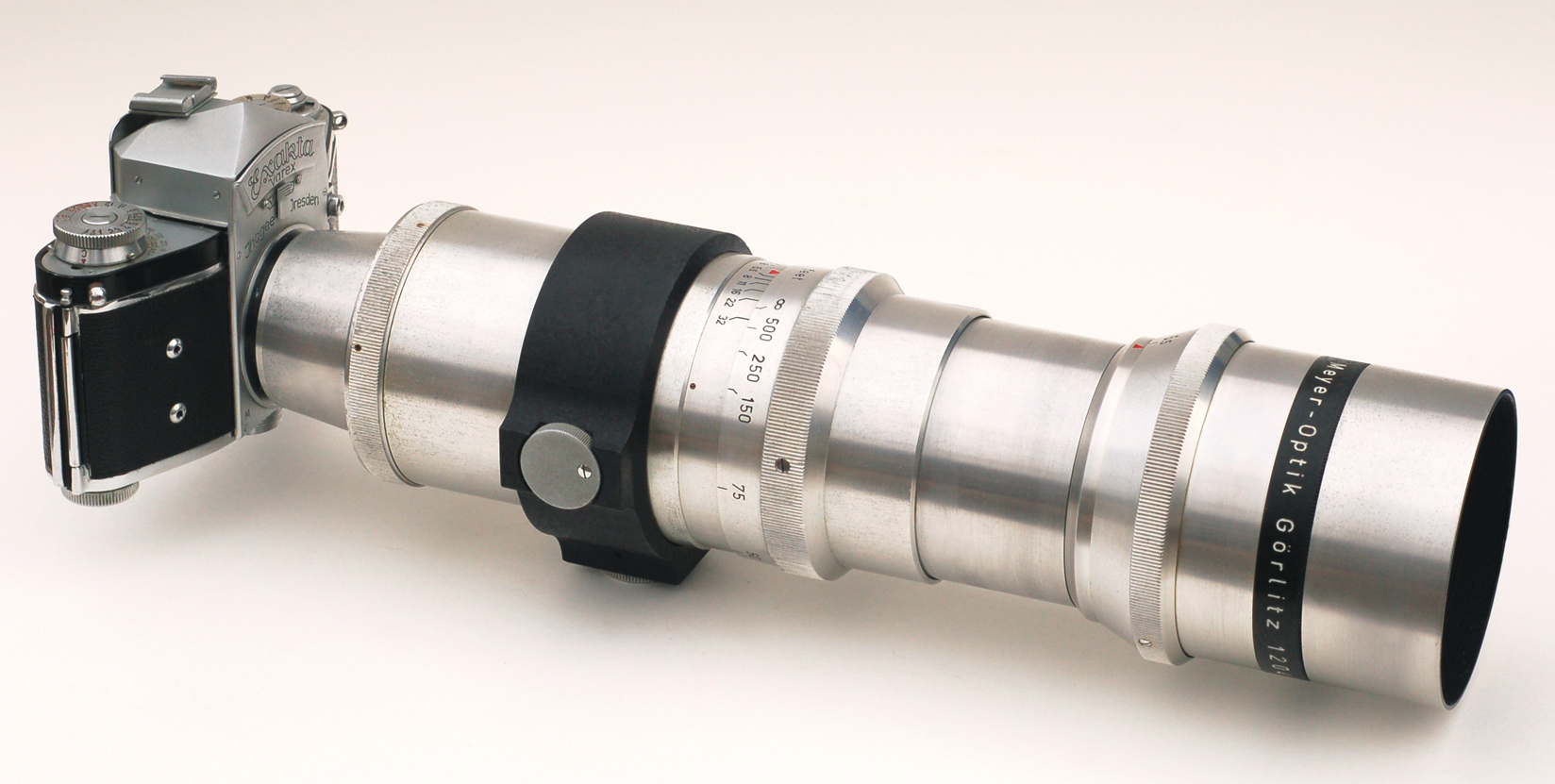
Exakta Varex z teleobiektywem Telemegor Meyera o ogniskowej 400mm.

## Exakta Varex
W 1950 Zakłady Ihagee w Dreźnie wyprodukowały lustrzankę Exakta Varex (nazywaną również, zwłaszcza w USA, Exaktą V). Podstawową różnicą w stosunku do poprzedniego modelu był wymienny układ celowniczy – możliwe było zarówno użycie celownika matówkowego, jak i celownika z pryzmatem pentagonalnym. W następnych latach wyprodukowano Exakty Varex oznaczane jako VX, VM, IIa, IIb, VX1000 i VX500 różniące się wprowadzanymi gniazdkami do synchronizacji lamp błyskowych, samowyzwalaczem, minimalnym czasem migawki.
Łatwość wymiany obiektywów w mocowaniu bagnetowym wraz z naturalną dla lustrzanek łatwością ustawiania ostrości niezależnie od rodzaju obiektywu spowodowały, że do Exakty pojawiła się ogromna, idąca w tysiące, liczba obiektywów wymiennych. Obiektywy te często posiadały "automatyczną przysłonę" w postaci umieszczonego po lewej stronie przycisku, który po naciśnięciu przymykał przysłonę do uprzednio ustawionej wartości, a następnie wyzwalał migawkę aparatu.
Bardzo oryginalną cechą tych aparatów był wbudowany nóż, który umożliwiał odcięcie naświetlonego fragmentu błony bez otwierania aparatu. Po zwinięciu do kasety można było taki fragment wyjąć i wywołać.
Produkowano wiele układów celowniczych, w tym kilkadziesiąt różnych matówek, lupy do makrofotografii, celowniki z pryzmatem pentagonalnym, również z wbudowanym układem do pomiaru światła przez obiektyw.
Ostatni model (VX500) wycofano z produkcji w roku 1972. Wyprodukowano ponad pół miliona aparatów Exakta Varex i pochodnych.

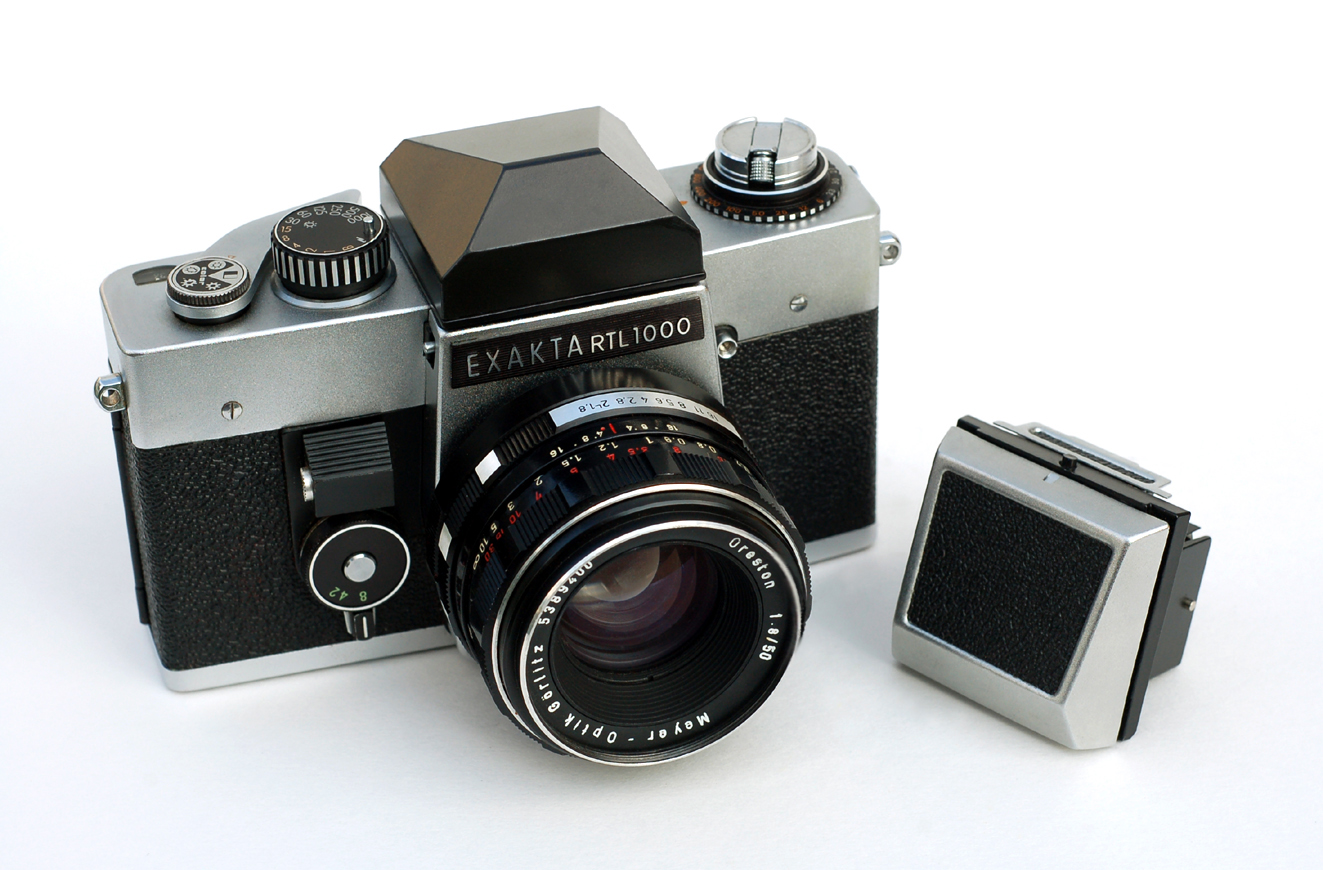
Exakta RTL1000

## Exakta RTL1000
W 1970 zakłady Ihagee włączono do koncernu Pentacon. Ostatni model Exakty RTL 1000, był już opracowany we współpracy z Pentaconem i zawierał dużo rozwiązań z aparatów Praktica, podobny miał też kształt i budowę korpusu. Posiadał dwa spusty migawki – po prawej stronie, jak Praktica i po lewej, jak inne Exakty. Bagnetowe mocowanie obiektywu było identyczne z poprzednimi modelami, wymienne układy celownicze były wspólne z aparatem Praktica VLC, produkowano również pryzmat z pomiarem światła. Wyprodukowano około 72000 egzemplarzy.

## Exakta  6×6
W 1939 podjęto w zakładach Ihagee produkcję lustrzanki jednoobiektywowej na błonę zwojową (typ 120) w formacie 6x6 cm, z poziomym przewijaniem błony. Celownik matówkowy, prędkość migawki wynosiła od 1/1000 do 12 sek., obiektywy wymienne. Po wojnie kontynuowano małoseryjną produkcję aż do roku 1951. Łącznie produkcja nie przekroczyła 2000.
W 1952 podjęto produkcję mocno zmienionej konstrukcji, z pionowym przebiegiem błony, umieszczonej w odejmowanym wymiennym magazynku. Nie zmieniono nazwy, parametry techniczne były podobne. Produkcja tej wersji również była niewielka.

## Exa
Od 1951 roku Ihagee rozpoczęła produkcję uproszczonego i tańszego modelu małoobrazkowej lustrzanki jednoobiektywowej na film 35 mm, pod nazwą Exa. Duża część osprzętu przeznaczonego do Exacty pasowała również do Exy. Wyjątek stanowiły obiektywy o długiej ogniskowej.
Exa posiadała nietypowy mechanizm lustra stanowiącego część migawki; taka konstrukcja ograniczała krótkie czasy otwarcia migawki do około 1/150 s. Układ celowniczy wymienny, brak samopowrotnego lustra.

## Ihagee West
Poczynając od lat 60 przedsiębiorstwo Ihagee West (niemające związków z Ihagee w Dreźnie) również używało nazwy Exakta. W 1966 wyprodukowało aparat Exakta Real, od 1970 produkcję przeniesiono do Japonii gdzie powstała lustrzanka Exakta TwinTL (we współpracy z Cosiną), a następnie modele Exakta TL1000, TL500 i FE2000 produkowane przez firmę Petri. Żaden z tych aparatów nie zdobył znaczącej popularności, a przedsiębiorstwo Ihagee West przestało istnieć w 1976 w wyniku bankructwa.